# Вестендорф (Тироль)
Вестендорф (Тироль) (нем. Westendorf (Tirol)) — коммуна в Австрии, в федеральной земле Тироль.
Входит в состав округа Кицбюэль. Площадь коммуны составляет 95,49 км², население — 3664 человека (1 января 2021), плотность населения — 39 чел./км².

## География
Вестендорф расположен в живописной Бриксентальской долине. Округ состоит из плотно расположенных деревушек и фермерских угодий, причем вторые занимают большую часть. На юге округа расположен Виндауталь, популярный альпийский курорт.
Реки: Через округ протекают Бриксентальская и Виндаутальская горные реки
Горы: Главные горы округа — Хохе Сальве (1828 метров), Штайнбергштайн (2215 метров), Крёндльхорн (2444 метра) и Брекхорн (2032 метра).

## Население
Площадь коммуны составляет 95,49 км², население — 3664 человека (1 января 2021), плотность населения — 39 чел./км²

## Политическая ситуация
Бургомистр коммуны — Антон Марграйтер (местный блок).